# Gaya parviflora
Gaya parviflora là một loài thực vật có hoa trong họ Cẩm quỳ. Loài này được (Phil.) Krapov. mô tả khoa học đầu tiên năm 1996.